# Evgenij Tarle
Evgenij Viktorovič Tarle, in russo Евгений Тарле? (Kiev, 20 novembre 1874 – Mosca, 5 gennaio 1955), è stato uno storico russo.

## Biografia
Nato in una prospera famiglia ebraica con il nome di Grigorij, nel 1893 si fece battezzare nella religione ortodossa ed assunse il nome di Evgenij per poter contrarre matrimonio con Ol'ga Grigor'evna Michailova, che apparteneva alla nobiltà russa.
Fin da studente aderì al Marxismo e fu un attivo socialista, subendo anche alcuni arresti.
Tra il 1903 e il 1914 soggiornò a lungo in Francia per motivi di studio, tra il 1913 e il 1918 fu anche docente all'Università di Tartu; dopo la rivoluzione proseguì nella carriera accademica e nel 1921 entrò a far parte della Accademia russa delle scienze.
Nel 1930 si trovò coinvolto nel cosiddetto processo degli accademici e, accusato di aver cospirato contro il governo sovietico, venne inviato in esilio per 4 anni ad Almaty.

## Opere
È soprattutto noto per le sue ricerche relative alla storia economica e sociale della Francia rivoluzionaria e dell'età napoleonica
Tra i suoi scritti principali:
- La classe operaia in Francia all’epoca della rivoluzione, 1909-1911
- Il blocco continentale, 1913-1916
- La vita economica dell'Italia nell'età napoleonica, 1916
- L’Europa nell’epoca dell’imperialismo 1871-1919, 1927
- Napoleone, 1936